# Музей-садиба академіка Д. К. Заболотного/Temp
Музей-садиба академіка Данила Заболотного розташований за адресою: Вінницька область, Тульчинський район, с. Заболотне, вул. Данила Заболотного, 4.

## Історія створення
Музей був створений у 1930 (за іншою інформацією у 1929) році на території домоволодіння, де зберігся автентичний будинок, в якому народився, виріс та працював Д. Заболотний.
Від часу створення до 1985 року музей  був підпорядкований Міністерству Культури УРСР, а з 1985 — входить до складу Інституту мікробіології і вірусології НАН України.
У 2016 році у музеї були проведені масштабні реставраційні та ремонтні роботи.
У 2011 році у рамках акції «Створюємо ліси разом!» працівниками Крижопільського лісгоспу було здійснене озеленення музею-садиби та висаджені голубі ялини та магнолія кобус.

## Експозиція
У фондах музею нараховується понад 2000 експонатів.
Обстановка будинку збережена такою, якою була за життя Д. Заболотного.
В основі музейної колекції — особисті речі вченого та його дружини, серед яких мікроскоп, медичні інструменти, колекція мінералів, а також особиста бібліотека.
В окремій кімнаті розташовані  воскові фігури вченого та селянина, який звертається по допомогу.
У додатково збудованому приміщенні знаходяться експонати, які висвітлюють наукову діяльність Д. Заболотного: географічні карти, документи, серед яких оригінали студентських конспектів та перших наукових праць.

## Діяльність музею
Працівниками музею проводяться науково-практичні конференції, екскурсії та інші культурно-освітні заходи.
Середньостатистична щорічна кількість відвідувачів музею становить три тисячі осіб.